# До краја и даље
„До краја и даље” је југословенски и словеначки филм први пут приказан 29. маја 1990. године. Режирао га је Јуре Первање а сценарио су написали Небојша Пајкић и Горажд Перко.

## Радња
У периоду између два рата у Словенији, радили су  Тоне Хац, бивши трговачки ученик, пљачкаш,  и неподношљиви ледоломац  женских срца и инспектор Алојз Крањц, савјесни представник власти, чија је обавеза изнад свега и стално је на путу. Али он не може спречити да Тоне Хац буде ухваћен испред носа, иако га тражи читава компанија пандура на точковима.

## Улоге
| Глумац                 | Улога        |
| ---------------------- | ------------ |
| Владимир Јурц          |              |
| Матјаж Трибусон        | Тоне Хач     |
| Јонас Знидаршич        | Студент      |
| Златко Шугман          |              |
| Данило Бенедичич       | Судија       |
| Даре Валич             | Службеник    |
| Борис Каваца           | Поднаредник  |
| Барбара Лапајне Предин | Олга         |
| Иво Бан                | Министар     |
| Мајда Потокар          | Кметица      |
| Лојзе Розман           | Кмет         |
| Весна Јевникар         | Ивана Лоргер |
| Борис Керц             | Инспектор    |
| Лидија Козлович        | Госпа        |
| Павле Равнохриб        | Франце       |
| Милош Бателино         | Алпич        |
| Јанез Хочевар          | Алојз Крањц  |
| Гојмир Лесњак          | Алеш Корошец |
| Лучка Почкај           | Аленка       |
| Јанез Албрехт          |              |
| Тоне Бертонцељ         |              |
| Маја Бох               |              |
| Марко Бохинец          |              |
| Стојан Цоља            |              |
| Миро Чанак             |              |
| Слободан Ћустић        |              |
| Матјаж Добовишек       |              |
| Примож Екарт           |              |
| Срећко Ерјавец         |              |
| Иво Годнич             |              |
| Андреј Горшич          |              |
| Боштјан Хладник        |              |

Остале улоге  ▼
| Глумац           | Улога |
| ---------------- | ----- |
| Уршка Хлебец     |       |
| Жељко Хрс        |       |
| Ладо Јакша       |       |
| Антон Јакше      |       |
| Роберт Кавчич    |       |
| Катарина Клеменц |       |
| Аленка Кочмур    |       |
| Роман Кончар     |       |
| Мирослав Кошута  |       |
| Јанез Кухар      |       |
| Петер Мандељц    |       |
| Франц Марковчич  |       |
| Слава Марошевич  |       |
| Бернарда Оман    |       |
| Санди Павлин     |       |
| Игор Павловчич   |       |
| Валентин Перко   |       |
| Симона Пихлер    |       |
| Светозар Полич   |       |
| Штеф Поточник    |       |
| Петер Прешерен   |       |
| Алеш Примчич     |       |
| Емил Церар       |       |
| Душан Сандак     |       |
| Марио Селих      |       |
| Габер Сиска      |       |
| Мајолка Сукље    |       |
| Матеј Туршич     |       |
| Гиоргио Висинтин |       |
| Јоже Вунсек      |       |